# Passer predomesticus
Passer predomesticus es una especie extinta de ave paseriforme perteneciente a la familia Passeridae. Descrita por primera vez en 1962, se conoce a partir de dos huesos premaxilares (huesos de la mandíbula superior) encontrados en un yacimiento del Pleistoceno medio de la cueva Oumm-Qatafa en Israel. Los premaxilares se parecen a los de los gorriones domésticos (Passer domesticus) y los gorriones morunos (Passer hispaniolensis), pero se diferencian en que tienen un surco profundo en lugar de una cresta en la parte inferior. El paleontólogo israelí Eitan Tchernov, que describió la especie, y otros han considerado que es cercana al ancestro de los gorriones domésticos y morunos, pero los datos moleculares apuntan a un origen anterior que de las especies de gorriones modernos. Distribuyéndose en un clima que Tchernov describió como similar pero más lluvioso que el del Israel actual, fue considerado por Tchernov como un ancestro "salvaje" de los gorriones modernos que tienen una asociación comensal con los humanos, aunque su presencia en la cueva de Oumm-Qatafa puede indicar que estaba asociada con los humanos.

## Taxonomía

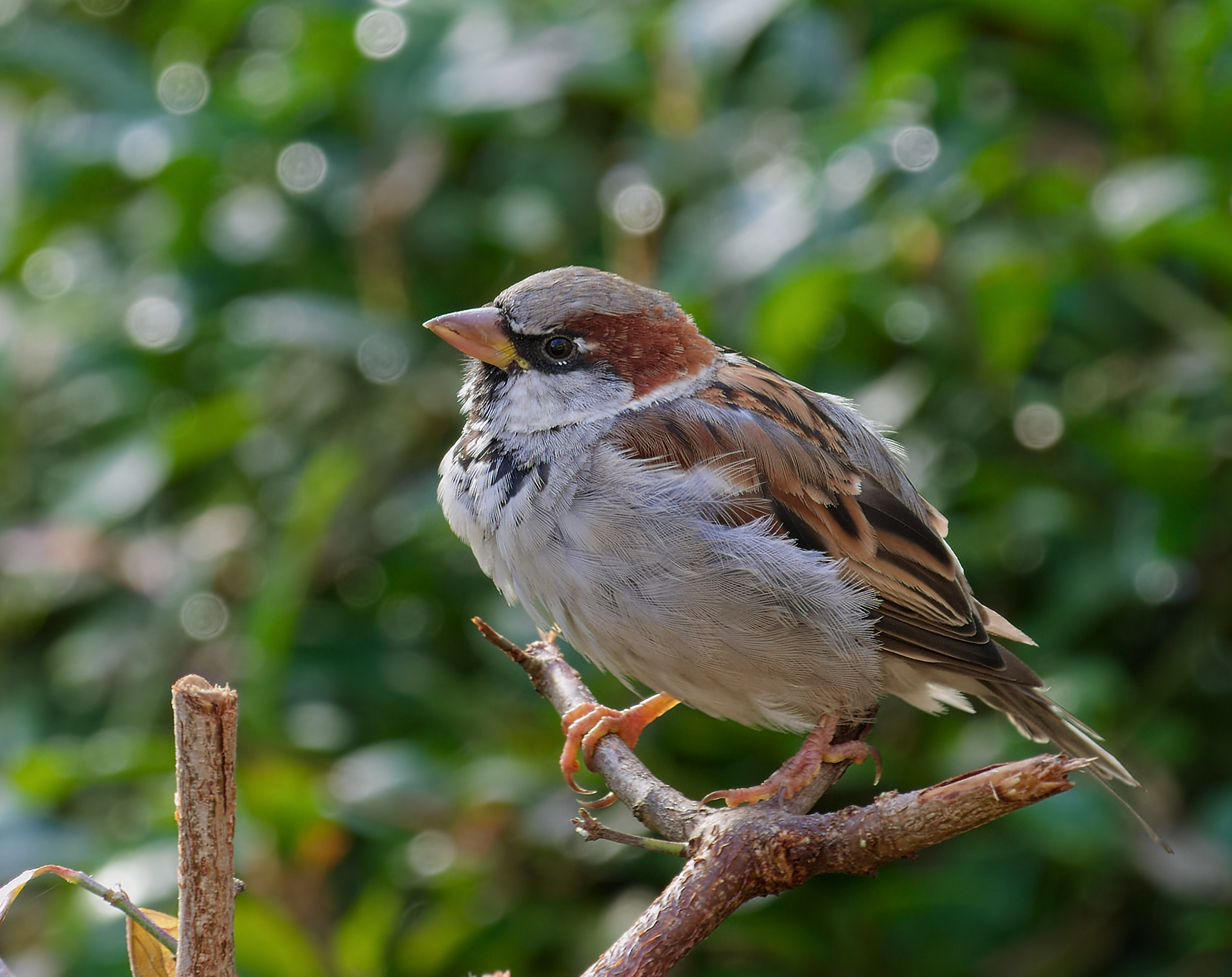
Macho de (Passer domesticus) en Alemania

El material conocido de Passer predomesticus consiste en dos huesos premaxilares de las colecciones de la Universidad Hebrea de Jerusalén. Los huesos fueron descritos por el paleontólogo israelí Eitan Tchernov en 1962 y revisado por el zoólogo sudafricano Miles Markus dos años después. Tchernov no identificó inequívocamente un espécimen tipo y Robert M. Mengel, el editor de The Auk, dijo que su artículo contenía "muchos lapsos problemáticos y contradicciones". En 1975, la paleontóloga francesa Cécile Mourer-Chauviré informó sobre unos restos fósiles de gorriones de una cueva en Saint-Estève-Janson, en el sudeste de Francia, que no se pudieron identificar ni como P. predomesticus ni como el gorrión doméstico (Passer domesticus). Como no se encontraron huesos premaxilares, los huesos no pudieron distinguirse de los del gorrión doméstico.
Tchernov sostuvo que el gorrión común y especies emparentadas han experimentado cambios morfológicos considerables al adaptarse a una relación comensal con los humanos, con el pico cada vez más largo y estrecho. Escribió que P. predomesticus era un pariente intermedio entre el gorrión doméstico y el gorrión moruno (Passer hispaniolensis), y sugirió que podría ser un pariente primitivo del antepasado del gorrión doméstico que no se hizo dependiente de los seres humanos. En un documento de 1984, Tchernov sugirió que el período en el que el gorrión común y P. predomesticus podrían haberse separado fue la glaciación Würm, hace 70.000-10.000 años. Markus halló que la especie extinta era la más cercana a los gorriones domésticos vivientes de Israel y al gorrión grande (P. motitensis), y propuso que el gorrión doméstico evolucionó en África. En un registro de 1977 sobre la evolución del gorrión doméstico, los zoólogos americanos Richard F. Johnston y William J. Klitz consideraron que el gorrión doméstico evolucionó con el comienzo de la agricultura, datando cualquier fósil que pudiera incluso asignarse al ancestro común de los gorriones domésticos y morunos como más reciente que P. predomesticus. En su obra The Sparrows (Los gorriones) de 1988, el ornitólogo británico J. Denis Summers-Smith consideró que P. predomesticus era aproximadamente contemporáneo del antepasado común de los gorriones domésticos y morunos y que todas las especies actuales paleárticas del género Passer, evolucionaron más tarde. Basándose en estudios más recientes de datos moleculares, Ted R. Anderson declaró en su Biology of the Ubiquitous House Sparrow (Biología del gorrión doméstico ubicuo) de 2006 que todas las especies del género Passer tienen una larga historia evolutiva, con una especiación que posiblemente ocurrió ya en el Mioceno.

## Descripción

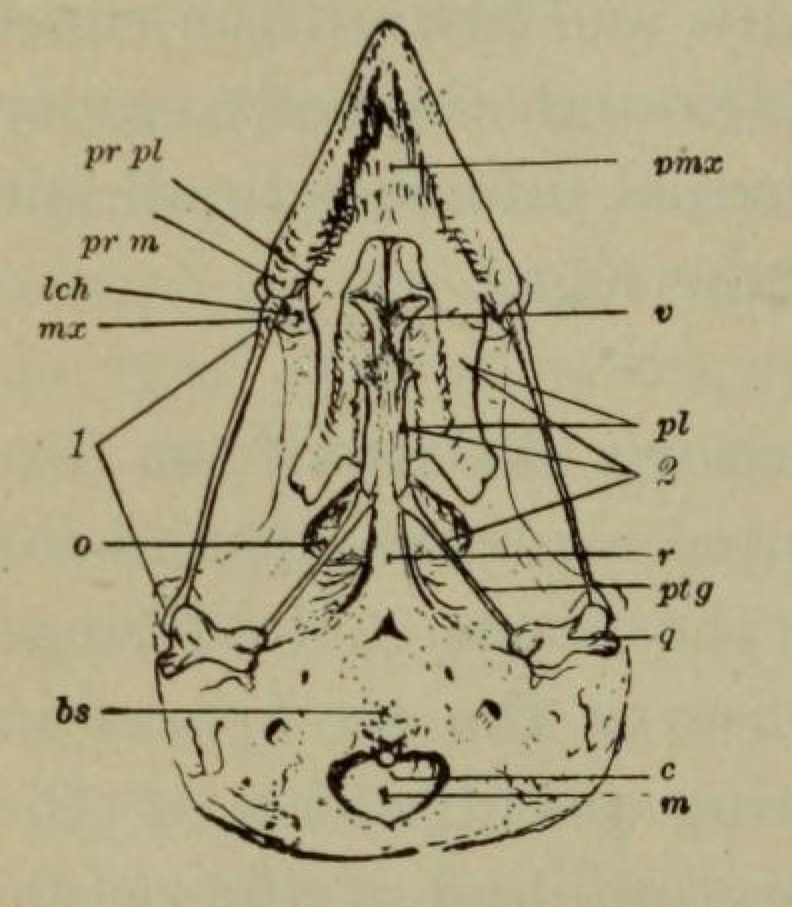
Diagrama del cráneo de un gorrión doméstico visto desde abajo, con los huesos premaxilares (marcados con pmx) en la parte superior

Los huesos premaxilares, los únicos huesos de los que se conoce a Passer predomesticus, son generalmente relativamente fáciles de identificar respecto con los de otras especies de aves. Tchernov encontró que los dos huesos premaxilares de P. predomesticus se parecían más a los gorriones domésticos y morunos, pero eran distintos de cualquiera de ellos. En P. predomesticus, hay un surco central y longitudinal con márgenes elevados que se extiende a lo largo del lado inferior (ventral) de los huesos premaxilares. En contraste, los gorriones domésticos y moruno tienen una cresta estrecha en esta posición, que es más prominente en el gorrión doméstico. En el gorrión grande, el gorrión del Cabo (Passer melanurus) y el gorrión sudafricano (Passer diffusus), la cresta de estos está un poco más desarrollada, e incluso pueden tener un surco poco profundo en la parte delantera de los huesos premaxilares, pero no está tan desarrollado como el surco de P. predomesticus. En P. predomesticus, los huesos premaxilares tienen una anchura máxima de 8,0 milímetros (0,31 pulgadas) y la longitud desde la punta de la premaxila hasta la parte posterior de los huesos nasales es de 12,0 milímetros (0,47 pulgadas).

## Distribución
Según el artículo de Tchernov de 1962, se encontró a Passer predomesticus en la capa E1 del achelense medio (pleistoceno medio, probablemente de más de 400.000 años de antigüedad) de la cueva Oumm-Qatafa en Wadi Khareitoun, cerca de Belén. Sin embargo, en 1984, Tchernov escribió que P. predomesticus tenía unos 140.000 años de edad, de origen yabrudiano. La capa E1 contenía restos de unas 40 especies de aves, entre ellas unos huesos premaxilares que Tchernov describió como precursora del gorrión del Mar Muerto (Passer moabiticus) y un  tarsometatarso y un húmero asociados provisionalmente con el gorrión doméstico. Una capa achalense indeterminada de la misma cueva también contenía fósiles que Tchernov describió como precursores de los gorriones domésticos y morunos.
Aunque las interpretaciones del paleoclima de Oumm-Qatafa han diferido, Tchernov sugirió que los depósitos son de un clima mediterráneo, aunque uno más lluvioso que el actual.  Tchernov consideraba a P. predomesticus un gorrión "salvaje", pero Anderson consideró que la presencia de P. predomesticus y de otros fósiles de aves en el género Passer en Oumm-Qatafa indica que estas especies vivían en asociación con los primeros humanos del Paleolítico.